# Uma Ponte Longe Demais
A Bridge Too Far (bra/prt: Uma Ponte Longe Demais) é um filme norte-americano de 1977, do gênero guerra, dirigido por Richard Attenborough, com roteiro baseado no livro homônimo de Cornelius Ryan, adaptado por William Goldman.

## Sinopse
O filme conta a história da Operação Market Garden, uma tentativa apenas parcialmente bem sucedida dos aliados de invadir através das linhas alemãs e dominar várias pontes nos Países Baixos, ocupados durante a II Guerra Mundial. O nome do filme vem de um comentário feito pelo tenente-general britânico Frederick Browning, comandante adjunto do Primeiro Exército Aerotransportado Aliado, que disse ao marechal-de-campo Bernard Montgomery antes da operação: "I think we may be going a bridge too far".

## Elenco
- Dirk Bogarde .... tenente-general Frederick Browning
- James Caan .... sargento Eddie Dohun
- Michael Caine .... tenente-coronel John O.E. Vandeleur
- Sean Connery .... major-general Robert E. Urquhart
- Edward Fox .... tenente-general Brian Horrocks
- Elliott Gould .... coronel Robert Stout
- Gene Hackman .... major-general Stanisław Sosabowski
- Anthony Hopkins .... tenente-coronel John Frost
- Hardy Krüger .... major-general Ludwig
- Ryan O'Neal .... brigadeiro-general James M. Gavin
- Laurence Olivier .... dr. Jan Spaander
- Robert Redford .... major Julian Cook
- Maximilian Schell .... tenente-general Wilhelm Bittrich
- Liv Ullmann .... Kate Ter Horst
- Denholm Elliott ...  oficial meteorologista da RAF
- Ben Cross .... Soldado Binns
- John Ratzenberger .... Tenente Wall

## Principais prêmios e indicações
BAFTA 1978 (Reino Unido)
- Venceu nas categorias de melhor fotografia, melhor trilha sonora e melhor ator coadjuvante (Edward Fox).
- Recebeu o prêmio Anthony Asquith para música de filme.
- Indicado nas categorias de melhor diretor, melhor filme, melhor montagem e melhor direção de arte.